# Josep Barbany i Mingot
Josep Barbany i Mingot (Guissona, 1863 — Barcelona, gener de 1938), conegut pel pseudònim de Pepet del Carril, va ser un comediògraf i versista català. Va treballar com a telegrafista i va popularitzar els seus versos i articles humorístics a premsa com La Tomasa, L'Avi, La Bugadera i La Campana de Gràcia. A més de la seva tasca en prosa, va escriure comèdies, sainets i monòlegs, i va col·laborar en publicacions com La Renaixença.